# Harry Hellawell
Harry Hellawell (Harry Hallas Hellawell; * 6. November 1888 in Holmfirth; † 16. März 1968 in Fair Lawn, New Jersey) war ein US-amerikanischer Langstreckenläufer britischer Herkunft.
Bei den Olympischen Spielen 1912 in Stockholm wurde er Zwölfter im Crosslauf und schied über 10.000 m im Vorlauf aus.